# Rheïsche Oceaan
De Rheïsche Oceaan of Rhea-oceaan was een oceaan die tijdens het Paleozoïcum tussen de paleocontinenten Baltica en Avalonia in het noorden en Gondwana in het zuiden lag.

## Plaattektonische geschiedenis
De Rheïsche Oceaan ontstond toen Avalonia in het Ordovicium van Gondwana afbrak en naar het noorden begon te bewegen. Tijdens het laat-Ordovicium moet de oceaan zijn grootste omvang hebben bereikt. Vanaf het Siluur hield de noordwaartse beweging van Avalonia op, toen dit microcontinent tijdens de Caledonische orogenese op Baltica botste.
Ondertussen waren tijdens het Vroeg-Ordovicium opnieuw microcontinenten van Gondwana afgebroken, die de Hunterreinen worden genoemd ; de meest westelijke van deze terreinen zijn Armorica, Saxothuringia en Barrandia. Doordat deze terreinen naar het noorden begonnen te bewegen, waarbij oceanische korst van de Rheïsche Oceaan eronder subduceerde, werd de Rheïsche Oceaan kleiner. Tussen de Hunterreinen en Gondwana ontstond een nieuwe oceaan, de Paleo-Tethysoceaan.
Tijdens het Laat-Siluur en Vroeg-Devoon botste Armorica op het zuiden van Euramerika (dat uit voormalig Avalonia bestond), waarmee de Rheïsche Oceaan verdween.

## Naamgeving
De Iapetusoceaan uit het Paleozoïcum werd genoemd naar de titaan Iapetus, in de Griekse mythologie de vader van Atlas. Dit omdat de Iapetusoceaan ongeveer op dezelfde plek tussen Europa en Noord-Amerika lag als tegenwoordig de Atlantische Oceaan. De Rheïsche Oceaan werd genoemd naar Rhea, de zuster van Iapetus.